# Powiat głubczycki (1743–1817)

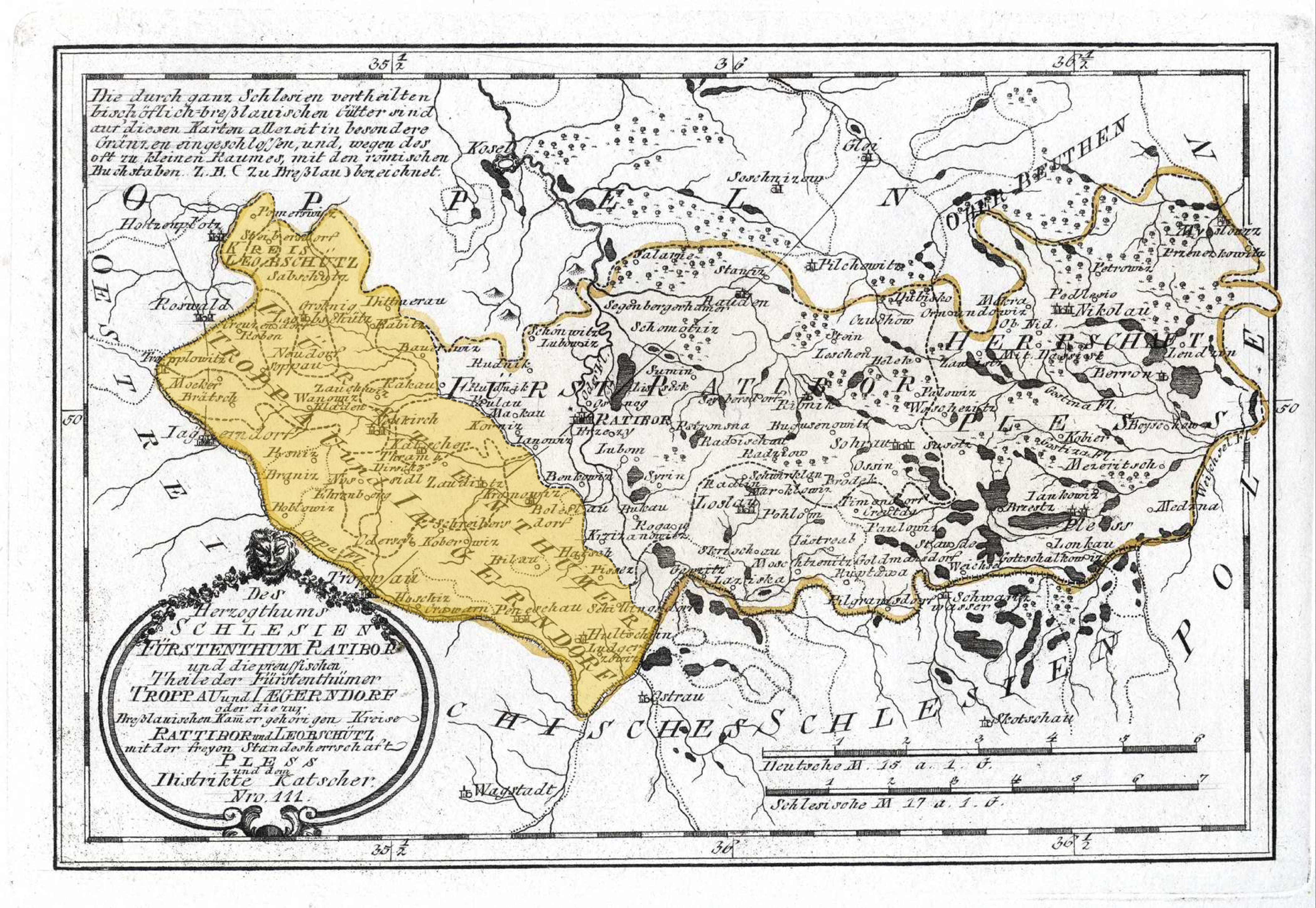
Mapa powiatu głubczyckiego, pszczyńskiego i raciborskiego z 1790 roku z zacieniowanym na żółto powiatem głubczyckim

Powiat głubczycki w latach 1743–1817 (niem. Kreis Leobschütz) – dawna pruska jednostka terytorialna średniego szczebla z siedzibą w Głubczycach. Powstała w 1743 roku, wraz z 11 innymi powiatami na Górnym Śląsku po zakończeniu działań wojennych w ramach I wojny śląskiej i przejęciu obszaru niemal całego Śląska przez Prusy. Powiat obejmował północną część dawnego księstwa opawskiego, kraik hulczyński, a na wschodzie spory odcinek granicy z powiatem raciborskim wyznaczała rzeka Psina. 1 stycznia 1818 roku wprowadzono reformę administracyjną, dzieląc Śląsk na nowe powiaty. W ten sposób powstał także nowy powiat głubczycki, którego granice uległy jednak znacznemu okrojeniu – na rzecz nowego powiatu raciborskiego utracony został kraik hulczyński oraz część terenów położonych na zachód od Psiny.